# Ошано (Калифорнија)
Ошано (енгл. Oceano) насељено је место без административног статуса у америчкој савезној држави Калифорнија.

## Демографија
По попису из 2010. године број становника је 7.286, што је 26 (0,4%) становника више него 2000. године.
| Група             | 2000.         | 2010.         |
| Белци             | 3.548 (48,9%) | 3.451 (47,4%) |
| Афроамериканци    | 81 (1,1%)     | 62 (0,9%)     |
| Азијати           | 131 (1,8%)    | 165 (2,3%)    |
| Хиспаноамериканци | 3.240 (44,6%) | 3.484 (47,8%) |
| Укупно            | 7.260         | 7.286         |